# 屋代村 (山口県)
屋代村（やしろそん）は、山口県大島郡にあった村。現在の周防大島町東屋代・西屋代にあたる。

## 地理

### 屋代川
屋代川が、村内を北流する。その中下流には平地が周防大島内では比較的広がっている。ただしこの下流平地は歴史的には低湿地であり、海からの干潟も入り込み、中流域に比べると田作は不向きだった。
屋代川の上流には屋代ダムが作られている（東屋代）。さらに南方へ2km向かうと、笛吹峠を越え、伊予灘に面する。
屋代川流域は周防大島の中では広く長い。歴史的に両岸の急斜面から山肌が繰り返し崩れることで地形が形成された。

### 山岳
文殊山、頂海山、嘉納山、源明山、馬の背

## 歴史
- 古代に、周防大島内の大多満根神社のことを「屋代（ヤシロ）」と呼び、関係の深い集落に地名が派生したという説がある[4]。
- 奈良時代にはすでに屋代の地名があり、その産塩に付けた木簡に名が残っている。
- 島内に、屋代荘などの荘園が成立した。
- 1879年（明治12年）1月6日. 大島郡役所が東屋代村に置かれた。
- 1889年（明治22年）4月1日 - 町村制の施行により、東屋代村・西屋代村の区域をもって屋代村が発足。
- 1952年（昭和27年）9月15日 - 小松町と合併して大島町が発足。同日屋代村廃止。